# Domino (Texas)
Pour les articles homonymes, voir Domino.
Domino est une petite ville située au nord-est du comté de Cass, au Texas, aux États-Unis,.

## Démographie
Lors du recensement de 2010, la ville comptait une population de 93 habitants. Elle est estimée, le 1er juillet 2019, à 100 habitants.

### Source de la traduction
- (en) Cet article est partiellement ou en totalité issu de l’article de Wikipédia en anglais intitulé « Domino, Texas » (voir la liste des auteurs).